# Karel Arnstein
Karel či Karl Arnstein (24. března 1887 Praha – 12. prosince 1974 Bryan, Ohio) byl jedním z nejvýznamnějších konstruktérů vzducholodí 20. století.

## Život a činnost
Narodil se v Praze na Vinohradech v Balbínově ulici 3 v domě čp.224 jako prostřední ze tří sourozenců do pražské židovské rodiny Wilhelma Arnsteina (narozeného roku 1847 ve Voticích) a jeho manželky Idy, (nar. 1856), rozené Feiglové. Otec pracoval jako litograf., byl hluchý, matka hluchoněmá.
Byl jedním z hlavních inženýrů při stavbě švýcarského Langwieského viaduktu Rhétské dráhy. Později se zapojil do amerického programu konstrukce vzducholodí Amerického námořnictva, stal se hlavním konstruktérem vzducholodí USS Akron a USS Macon a pracoval pro společnost Goodyear-Zeppelin Corporation v Akronu ve státě Ohio. Byl autorem metody analýzy odolnosti, které nacházely využití při stavbě mostů, vzducholodí a letadel.